# Graciela Muslera
Graciela Muslera Méndez (Montevideo, 1963) és una arquitecta i política uruguaiana. Va ser ministra d'Habitatge, Ordenament Territorial i Medi Ambient entre 2010 i 2012.

## Biografia
Muslera es va graduar en arquitectura per la Universitat de la República el 1993. Des de 1998 a 2006 va treballar al Banc de la República com a assessora. El 2007 ocupà un càrrec de Coordinació de Manteniment i Obres. Durant aquest període va ser secretària de la senadora Lucía Topolansky, del Moviment de Participació Popular (MPP). Aquest mateix any, va assumir el càrrec de vicepresidenta de l'Agència Nacional d'Habitatge.
Amb l'assumpció de José Mujica com a nou president, l'1 de març del 2010 va ser nomenada ministra, càrrec que deixa el 14 de juny de 2012 en mans de Francisco Beltrame.